# Pango
Pour les articles homonymes, voir Pango (homonymie).
Pango est une bibliothèque graphique libre, distribuée sous la licence publique générale limitée GNU, chargée du rendu de police de caractère et de l'affichage de texte internationalisé. Deux projets majeurs s'appuient sur cette interface : GTK+ et GNOME.
Pango utilise Unicode pour le codage des caractères.
Son nom signifie tous les langages, par une juxtaposition des mots pan (tous en grec) et go (langage
en japonais).
L'algorithme d'affichage de Pango se résume à un découpage du texte intégral en paragraphes, puis à une série de traitements sur chacun de ces paragraphes : détermination du sens de lecture, application de la police de caractère, découpage en segments insécables, calcul du nombre de lignes à afficher, positionnement des segments sur chaque ligne.